# Anna Gemra
Anna Gemra – polska naukowiec i profesor nauk humanistycznych. Profesor w Instytucie Filologii Polskiej Uniwersytetu Wrocławskiego. Posiada certyfikat lektora języka polskiego jako obcego.

## Życiorys
W 2021 roku została nominowana przez Uniwersytet Wrocławski na nadanie tytułu profesora, a 27 lipca tego samego roku Prezydent Rzeczypospolitej Polskiej wydał postanowienie, w którym nadał m.in. Annie Gemrze ten tytuł naukowy.
Była członkiem kolegiów redakcyjnych czasopism polskich oraz zagranicznych, m.in.  „Przegląd Wschodnioeuropejski”. Jest redaktorem serii POPkultura-POPliteratura.